# Alexandre Castellino
Alexandre Castellino (né le 6 janvier 1881 à Genève) est un coureur cycliste suisse. Actif dans les années 1900, il a été champion de Suisse sur route et de demi-fond chez les amateurs en 1903, et champion de Suisse sur route professionnel en 1904. Il est devenu directeur du nouveau vélodrome de Plan-les-Ouates en 1921.

## Palmarès
- 1903
  -  Champion de Suisse sur route amateur
  -  Champion de Suisse de demi-fond amateur[2]
- 1904
  -  Champion de Suisse sur route
  - 3e du Tour du lac Léman
- 1905
  - 2e du championnat de Suisse de demi-fond amateur[2]
  - 2e du championnat de Suisse de demi-fond professionnel[3]